# 盤溪石虎
盤溪石虎位於重慶市江北區盤溪口崖壁，文物遺址年代為近代，1987年1月23日列為重慶市第二批市級文物保護單位初定名單。